# Marquesado de Gaviria
El marquesado de Gaviria,  es un título nobiliario español de carácter hereditario que fue concedido por la regente María Cristina de Habsburgo el 29 de abril de 1840, a favor de Manuel de Gaviria y Donza, caballero de la Orden de Carlos III. El título fue concedido con la denominación de Casa Gaviria y la actual denominación data de 1952.
|                                          | Titular                                  | Periodo                                  |
| Creación por María Cristina de Habsburgo | Creación por María Cristina de Habsburgo | Creación por María Cristina de Habsburgo |
| ---------------------------------------- | ---------------------------------------- | ---------------------------------------- |
| I                                        | Manuel de Gaviria y Donza                | 1840-1852                                |
| II                                       | Manuel de Gaviria y Alcoba               | 1852-1869                                |
| III                                      | José de Gaviria y Gutiérrez              | 1876-1894                                |
| IV                                       | Juan José Alonso y Gaviria               | 1912-c. 1944                             |
| V                                        | María Matilde Alonso de Gaviria          | 1944/1952-¿?                             |
| VI                                       | María Artemisa Marroquín Alonso          | 1957-2014                                |
| VII                                      | Álvaro Chávarri Marroquín                | 2017-actual titular                      |

## Historia de los marqueses de Gaviria
- Manuel Gaviria y Donza, I marqués de Gaviria.[1]

Casó con Antonia Alcoba Mateos. Sucedió su hijo:
- Manuel de Gaviria y Alcoba (Sevilla,6 de mayo de 1794-París, 3 de noviembre de 1855), II marqués de Gaviria,[2] I conde de Buena Esperanza, tesorero de la Real Casa, diputado a Cortes, senador y banquero.[3][2]

Casó en primeras nupcias con María Ignacia Gutiérrez Tejedor (m. 1834) y en segundas María de la Cruz Álvarez y Alonso, I duquesa de Castro-Enríquez, grande de España. De su segundo matrimonio nació un hijo que falleció poco después de su nacimiento y, por el embarazo de ella, se le otorgó a él el título condal. Le sucedió su hijo del primer matrimonio:
- José de Gaviria y Gutiérrez (Madrid, ¿?-La Habana 9 de agosto de 1894),  III marqués de Gaviria,[2] II conde de Buena Esperanza, gentilhombre de cámara del rey y caballero de la Orden de Carlos III.[2]

Casó, en 1847 en Loreto, Baja California, con María de la Paz-Artemisa Spence y Valenzuela, natural de Guaymar, en el estado mexicano de Sonora. Le sucedió, en 1912, su nieto, hijo de María de la Concepción Artemisa de Gaviria y Spence, III condesa de Buena Esperanza, y de su esposo Tomás José de Alonso y Zavala: 
- Juan José Tomás Alonso y Gaviria (La Habana, 17 de diciembre de 1890-c. 1944), IV marqués de Gaviria.[2]

Le sucedió su hermana:
- María Matilde Alonso de Gaviria (n. Puerto Rico, 30 de octubre de 1900), V marquesa de Gaviria,[2][4] y IV condesa de Buena Esperanza.[5]

Casó con Pedro María Marroquín y Tovalina, juez de primera instancia e instrucción de Azpeitia. Sucedió su hija en 1957:
- María Artemisa Marroquín Alonso (m. Madrid, 8 de noviembre de 2014), VI marquesa de Gaviria.[6]

Casó con Álvaro Chávarri Santiago-Concha. Le sucedió su hijo en 2017:
- Álvaro Chávarri Marroquín, VII marqués de Gaviria.[7]